# Schlacht bei Riade

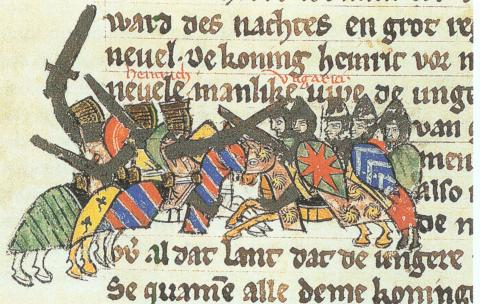
Darstellung der Schlacht in der Sächsischen Weltchronik (um 1270. Gotha, Forschungs- und Landesbibliothek, Ms. Memb. I 90, fol. 85v)

In der Schlacht bei Riade kämpfte am 15. März 933 ein ostfränkisches Aufgebot unter Befehl König Heinrich I. gegen ein größeres Heer von Magyaren (spätere Ungarn). Überliefert ist die Schlacht in erster Linie durch einen Bericht des sächsischen Geschichtsschreibers Widukind von Corvey.

## Vorgeschichte
Zu Beginn des 10. Jahrhunderts wurde das Ostfränkische Reich mehrfach von Beutezügen des magyarischen Reitervolkes heimgesucht. Die Magyaren wollten nicht erobern – sie fielen blitzartig ins Land ein, raubten und brandschatzten und verschwanden wieder. Manche Unternehmungen führten sie tief nach Süddeutschland, nach Oberitalien und sogar nach Lothringen.
Ebenfalls betroffen war das sächsische Herzogtum, das sich über Gebiete des heutigen Niedersachsens, Schleswig-Holsteins, Sachsen-Anhalts und Thüringens sowie den Norden Hessens erstreckte. 926 gelang es in der Nähe der Königspfalz Werla, einen ungenannten magyarischen Fürsten gefangen zu nehmen. Im Gegenzug für dessen Freilassung handelte der König und sächsische Herzog Heinrich I. einen neunjährigen Waffenstillstand aus, dennoch musste den Magyaren zudem ein jährlicher Tribut entrichtet werden. Die Zeit des Waffenstillstandes nutzte Heinrich, um eine in ihrer Bedeutung nicht ganz klare Heeresreform durchzuführen, neue Befestigungen zu errichten und um die bereits 906 begonnenen Kriegszüge gegen die Slawenstämme östlich von Elbe und Saale wieder aufzunehmen. Es gelang ihm, die Abodriten, Wilzen, Heveller, Daleminzier, Böhmen und Redarier zu unterwerfen und dem Reich tributpflichtig zu machen.
Durch seine kluge zurückhaltende Innenpolitik, die den anderen Stammesherzögen eine weitgehende Selbständigkeit zusicherte, hatte Heinrich sich deren Unterstützung versichert. Als eine Gesandtschaft der Magyaren im Jahr 932 den fälligen Tribut entgegennehmen wollte, soll er ihnen stattdessen einen toten Hund vor die Füße geschleudert haben. Diese schmähliche Behandlung bedeutete das Ende des Waffenstillstandes, der zur Vorbereitung auf die kommenden Kampfhandlungen genutzt worden war.

## Ort der Schlacht
Der genaue Ort der Schlacht nahe einer nicht lokalisierbaren Burg des Wido ist heute nicht mehr bekannt. Gesucht wird er im Gebiet der Helme-Unstrut-Niederung oder im Raum um Merseburg. Auch der Lagerplatz Heinrichs – Riade – wird bis heute ohne durchschlagenden Erfolg gesucht. Michael Gockel vermutet Riade in Ritteburg an der Mündung der Helme in die Unstrut und setzt sie mit dem in Urkunden genannten Ort Reot, Rieda bzw. Riede gleich. Mühlpfordt will die Schlacht bei Radewell im Ried am Zusammenfluss von Elster und Saale lokalisieren, ohne dabei auf die Bedenken Gockels einzugehen, die eine Lokalisierung der Schlacht im Raum Merseburg unwahrscheinlich machen. Ebenso wird das Schlachtfeld um Riethgen (auch Riedchen) bei Weißensee/Thüringen angesetzt, wobei man auf den Flurnamen „in der Hunne“ oder „Hunnenfeld“, angeblich benannt nach den so im Volksmund genannten Ungarn, verweist. Dort soll Heinrich angeblich vom sogenannten Kains- bzw. Königsberg seine Truppen befehligt haben.

## Verlauf der Schlacht
Die Armee der Magyaren bestand aus leichter Reiterei. Es waren hervorragende Bogenschützen, deren Taktik darin bestand, in kleinen Gruppen auf den Feind zuzustürmen, mit ihren Kompositbögen Pfeile abzuschießen und dann genauso schnell wieder zu verschwinden. Bislang war diese Taktik der Magyaren, eine Variante des Parthischen Manövers, immer erfolgreich gewesen.
Heinrich setzte nach Auskunft Widukinds eine wohl in den vorangegangenen Ungarnkriegen entwickelte Taktik ein: Leicht bewaffnete Krieger zu Fuß (cum raro milite armato) sollten durch vermeintliche Wehrlosigkeit (inermes) die feindliche Armee zum Angriff herausfordern. Die Magyaren griffen die vorausgeschickten Thüringer auch tatsächlich an, wandten sich allerdings zum Rückzug, sobald sie das voll ausgerüstete Heer der Panzerreiter (exercitum armatum) erblickten. Dem Heer Heinrichs blieb nur noch das Heerlager des Gegners zu plündern und die von den Magyaren gemachten Gefangenen zu befreien. Auch Liudprand beschreibt eine heillose Flucht der Magyaren.

## Nachwirkung
Zu Lebzeiten Heinrichs I. unternahmen die geschlagenen Magyaren keine Raubzüge ins deutsche Gebiet mehr, ihr Einfall 938 konnte rasch abgewehrt werden. Erst 954 bedrohten die Magyaren wieder das Reich. Die Schlacht auf dem Lechfeld am 10. August 955 beendete die Ungarngefahr dauerhaft. Nach dem Zeugnis Thietmars von Merseburg gelobte Otto vor der Lechfeldschlacht, im Falle eines Sieges dem Tagesheiligen Laurentius in seiner Pfalz Merseburg ein Bistum zu seinen Ehren zu errichten.